# Jüdischer Friedhof Wetter (Hessen)

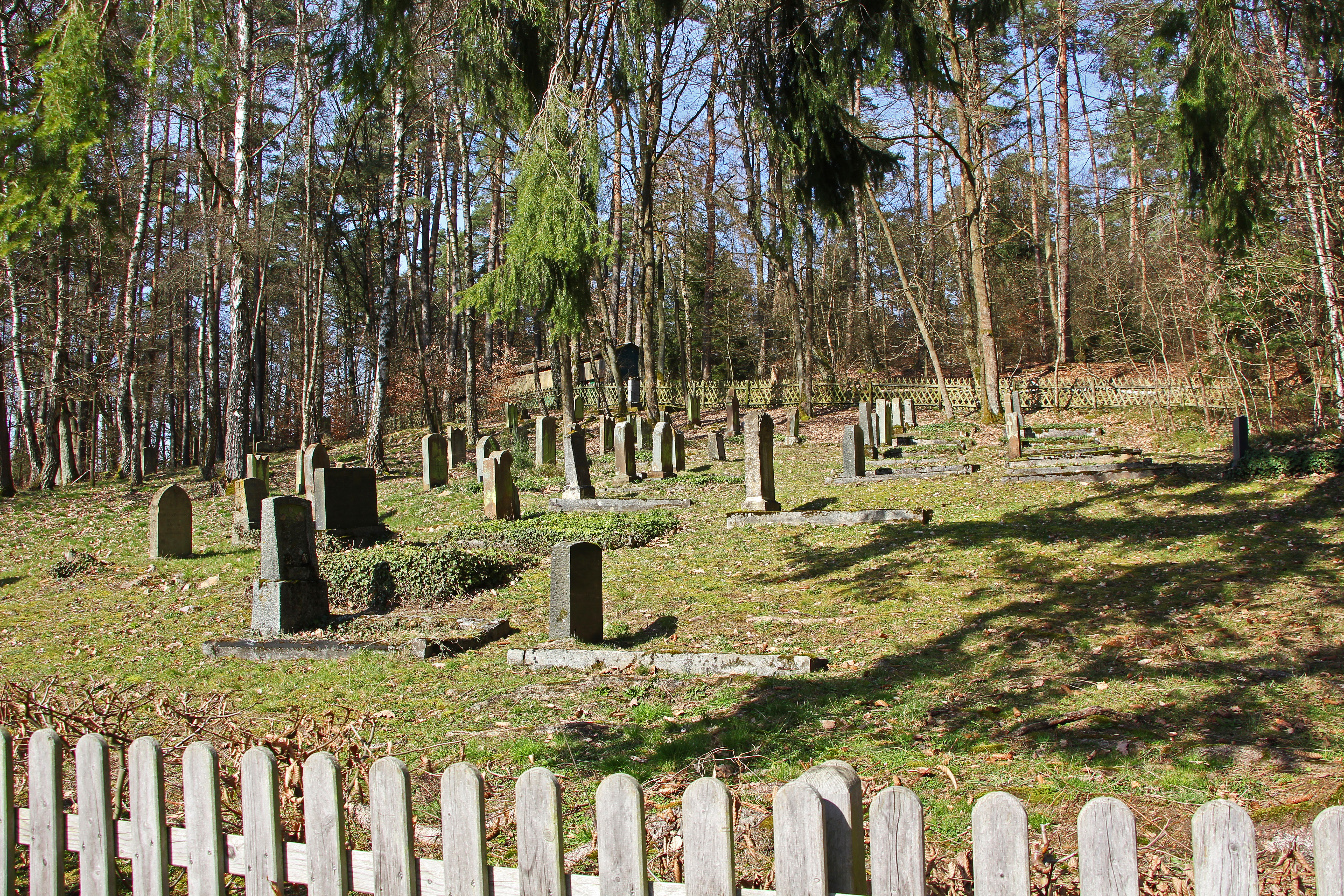
Jüdischer Friedhof Wetter

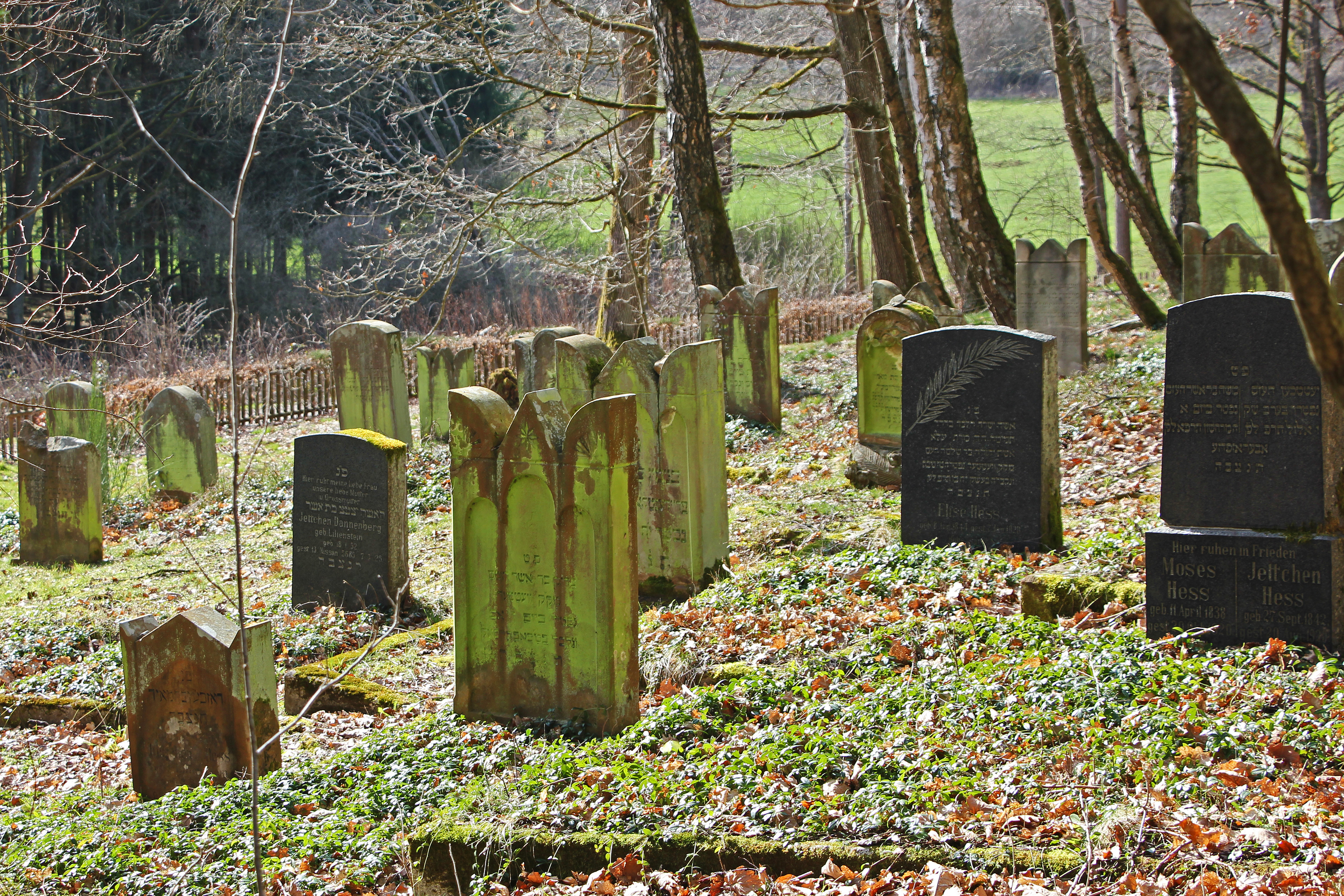
Verschiedene Grabsteine

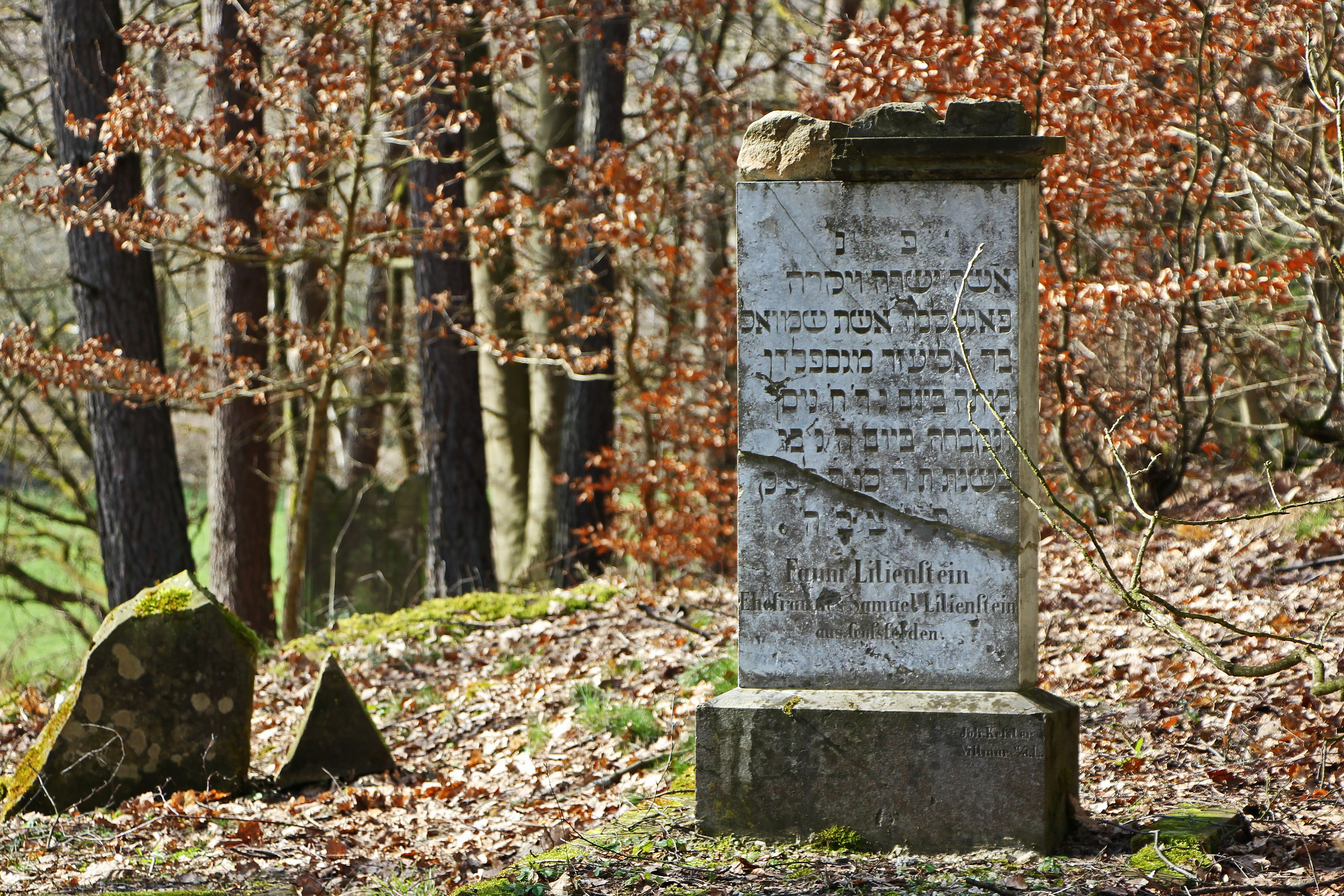
Beschädigter Grabstein

Der Jüdische Friedhof Wetter ist ein jüdischer Friedhof ca. 2 km südwestlich der Stadt Wetter im Landkreis Marburg-Biedenkopf in Hessen. Der Friedhof befindet sich direkt an der Gemarkungsgrenze zu Sterzhausen am Ostrand des Wollenbergs an der Südseite des sogenannten Judenküppels und umfasst 20,80 Ar.

## Geschichte
Der jüdische Friedhof Wetter wird erstmals auf der Katasterkarte von Wetter von 1752 erwähnt. Die jüdischen Familien aus Wetter, Goßfelden, Caldern und Sterzhausen bestatteten hier ihre Toten. Zwischen 1915 und 1922 wurden auch die verstorbenen Juden aus Oberasphe beigesetzt, bis dort ein neuer Friedhof eröffnet werden konnte. Seit 1863 ist der Friedhof mit einem Zaun umgeben.
In der NS-Zeit wurden zahlreiche Grabsteine zerstört oder vom Friedhof entfernt. Ein Teil der Grabsteine wurde nach dem Krieg wiederentdeckt und auf den Friedhof zurückgebracht. Es sind 56 Grabsteine  und Grabsteinfragmente erhalten, der älteste aus dem Jahr 1856.
Der Friedhof wurde auch nach 1945 mehrfach geschändet. Im April 1989 wurden 22 Grabsteine beschädigt oder umgeworfen und fünf mit nationalsozialistischen Symbolen beschmiert. Auch im November 2008 kam es zu einer schweren Schändung.